# Kelvin Edward Felix
Kelvin Edward Felix OBE (Roseau, 15 de fevereiro de 1933 - Castries, 30 de maio de 2024) foi um cardeal dominiquo da Igreja Católica com atuação em Santa Lúcia, arcebispo emérito de Castries.

## Biografia
Em 1950, ele deixou Dominica para estudar para o sacerdócio em St. John Vianney Seminary em Port of Spain, Trinidad e Tobago. A partir de 1962, estudou na St. Francis Xavier University, Nova Escócia, Canadá, onde obteve o diploma em Educação de Adultos, graduando-se em 1963, e em 1967, ele completou um mestrado em sociologia e antropologia da Universidade de Notre Dame, Indiana, Estados Unidos. Ele fez estudos de pós-graduação em sociologia da Universidade de Bradford, Yorkshire, Inglaterra, graduando-se em 1970.
Foi ordenado padre em 8 de abril de 1956, em Dominica, por Patrick Ryan Finbar, O.P., arcebispo de Port of Spain. Ele foi o primeiro sacerdote diocesano de Roseau e o primeiro padre católico a ser ordenado em Dominica. Fez um trabalho pastoral em Dominicé entre 1956 e 1962. Realizou outros estudos no Canadá, nos Estados Unidos e na Inglaterra entre 1962 e 1970. Enquanto estudava na Inglaterra, ele ministrou a comunidade imigrante de Dominica em Bradford e consciente de sua difícil situação econômica, ajudou a organizar uma cooperativa de crédito. Após completar seus estudos em 1970, o Padre Félix foi nomeado tutor no Seminário de St. John Vianney e professor de sociologia da Universidade das Índias Ocidentais, em St. Augustine, Port of Spain. Em 1972, ele voltou a Dominica e foi nomeado diretor da Academia de Santa Maria, que foi, em seguida, ter sérios problemas raciais por causa do movimento Black Power, ele foi bem sucedido em resolver esses problemas. Foi nomeado secretário-geral adjunto da Conferência de Igrejas do Caribe.
Eleito arcebispo de Castries, em Santa Lúcia, em 17 de julho de 1981, foi consagrado em 5 de outubro de 1981 na catedral da Imaculada Conceição, Castries, por Paul Fouad Tabet, arcebispo titular de Sinna, delegado apostólico para as Antilhas, assistido por Gordon Anthony Pantin, arcebispo de Port of Spain e por Samuel Emmanuel Carter, arcebispo de Kingston, na Jamaica. Felix recebeu o pálio do Papa João Paulo II em 29 de junho de 1982 na Basílica de São Pedro. Em 1986, foi premiado com um doutoramento honoris causa de leis de St. Francis Xavier University. Administrador apostólico da diocese de Bridgetown, Barbados. Ele era presidente da Conferência de Igrejas do Caribe, assim como o presidente da Conferência Episcopal das Antilhas. Renunciou ao governo pastoral da Sé Metropolitana de Castries em 15 de fevereiro de 2008. Ele continuou o seu ministério com os pobres nas aldeias de Dominica. Ele foi condecorado com a Ordem do Império Britânico pela rainha Elizabeth II no Palácio de Buckingham, em Londres. Também foi premiado com a Medalha de Mérito de Serviço de Dominica e com a Medalha de Honra de Santa Lúcia. Foi membro do Pontifício Conselho para a Família, do Pontifício Conselho para o Diálogo Inter-Religioso, e do Conselho Sinodal para a América.

## Cardinalato
Em 12 de janeiro de 2014, foi anunciada a nomeação de Kelvin Felix como cardeal, investidura que foi efetivada no primeiro consistório ordinário do Papa Francisco em 22 de fevereiro de 2014.
Recebeu o título cardinalício de Nossa Senhora da Saúde em Primavalle.
Faleceu em 30 de maio de 2024, em Castries.